# Сизоненко, Александр Александрович
Александр Александрович Сизоне́нко  (20 сентября 1923 — 13 сентября 2018) — советский и украинский прозаик, публицист, эссеист, киносценарист.

## Биография
Родился 20 сентября 1923 года в селе Новоалександровка (ныне Баштанский район, Николаевская область, Украина). Украинец. В годы Великой Отечественной войны командовал миномётным расчётом. Послевоенный трудовой путь демобилизованный воин начинал на предприятиях хлебопекарной промышленности Николаева. Член ВКП(б) с 1944 года.
После войны работал на Черноморском судостроительном заводе в Николаеве судосборщиком, инженером-планировщиком, контролером ОТК, в отделе пропаганды и агитации обкома партии, в редакции «Блокнота агитатора». Без отрыва от производства получил высшее образование, окончив в 1955 году литературный факультет Николаевского педагогического института.
Печататься начал с 1949 года — журнал «Родина» напечатал рассказ «Весна», а в 1951 году вышел первый сборник рассказов «Родные огни». В 1962 году переехал в Киев. Работал в сценарном отделе Киевской киностудии имени А. П. Довженко, позже был на творческой работе.
После обретения Украиной независимости Александр Сизоненко тесно сотрудничал с КПУ. Являлся автором десятков статей в партийной газете «Коммунист». В 2013 году фракция КПУ в Верховной Раде пролоббировала принятие Постановления о праздновании на государственном уровне 90-летия Александра Сизоненко. Член СПУ (1952).
Жил на даче в элитном писательском квартале под Киевом.
Умер за неделю до 95-го дня рождения 12 сентября 2018 года. Похоронен вместе с женой на Байковом кладбище (участок № 49б).

## Признание
П. А. Загребельный 20 сентября 1973 года, когда Сизоненко исполнилось 50 лет, по украинскому радио заявил: «Проза Сизоненко имеет особую тональность, Сизоненко не любит много выдумывать, любит писать с натуры. Все его герои — это почти не вымышленные люди. Влюбленность в родные места, родных людей создает особый стиль, исповеднический характер его рассказов. Сизоненко стоит на пути большого таинственного процесса, когда художественное произведение сливается с действительностью».

## Премии и награды
- Орден Отечественной войны I степени (11 марта 1985 года)
- Орден Трудового Красного Знамени (22 августа 1986 года)
- Орден Дружбы (27 января 2003 года, Россия) — за большой вклад в развитие искусства и укрепление российско-украинских культурных связей[3]
- Медаль «За отвагу» (20 января 1945 года)
- Медаль «За взятие Берлина»
- Почётный гражданин Николаева (2003)
- Почётный гражданин Баштанского района (2010)
- Государственная премия УССР имени Т. Г. Шевченко (1984) — за роман-трилогию «Степь», «Была осень», «Цель»
- премия имени С. Нечуя-Левицкого
- премия имени Ю. И. Яновского — за цикл новелл «А земля находятся вовеки…».
- премия «Золотой колос»
- премия «Прохоровское поле» (Россия)

## Произведения
Рассказы
- «Рідні вогні» (1951)
- «Рідні краї» (1955),
- «Далекі гудки» (1957),
- «В батьківському краю» (1959)

Повести
- «На Веселому Роздолі» (1956)
- «Зорі падають у серпні» (1957)
- «Для чого живеш на світі» (1961)
- «Жду тебя на островах»(1963)
- «Петер, Пауль, Йоганн…» (1967)
- «Підняті обрії»(1971),
- «Хліб з рідного поля» (1978),
- «Сьомий пагорб» (1981)

Романы
- «Корабели» (1960)
- «Білі хмари» (1965)
- «Хто твій друг» (1971)
- «Степ» (1976),
- «Була осінь» (1980),
- «Мета» (1983)
- «Далекий Бейкуш» (1990)
- «Не поле перейти…» (2004)
- «Валькірії не прилетять (Берлінські хроніки)» (2011)
- Трилогия «Советский солдат» (2005)

## Фильмография
Сценарист:
- 1968 — Белые тучи
- 1993 — Кайдашева семья

Редактор фильмов:
- 1964 — Тени забытых предков, Новеллы Красного Дону
- 1966 — Гибель эскадры, Та, что входит в море, Колодец для жаждущих